# Ephippodonta lunata
Ephippodonta lunata is een tweekleppigensoort uit de familie van de Galeommatidae. De wetenschappelijke naam van de soort is voor het eerst geldig gepubliceerd in 1887 door Tate.